# Intel Grand Slam
Intel Grand Slam — внеигровое киберспортивное соревнование по Counter-Strike: Global Offensive и Counter-Strike 2, организованное ESL и спонсируемое Intel. Победитель соревнования получает 1 000 000 $ золотыми слитками. На данный момент титулом победителя Intel Grand Slam владеют 5 команд: Astralis, Team Liquid, Natus Vincere, FaZe Clan, Team Vitality.

## Правила

### I и II сезон
Команда, которая первой выиграет 4 крупных турнира от ESL или DreamHack, получит титул победителя Intel Grand Slam. Если команде остаётся одна победа до титула, то за победу над ними выигравшая команда получит дополнительно 100 000 $ к своим призовым за турнир.

### III сезон
После быстрого выигрыша IGS командой Team Liquid во втором сезоне, ESL решили изменить правила получения титула победителя IGS. Команде необходимо за один сезон (9 турниров после первого выигрыша) выиграть 4 крупных турнира от ESL или DreamHack, одним из которых должен быть IEM Katowice или IEM Cologne, или 6 любых турниров от ESL или DreamHack. Если команде остаётся одна победа до титула, то за победу над ними выигравшая команда получит дополнительно 100 000 $ к своим призовым за турнир.

### IV и V сезон
После 3 сезона IGS ESL снова решили изменить правила. Теперь команде необходимо за один сезон выиграть 4 крупных турниров от ESL или DreamHack, не считая ESL Pro Tour Championship. Если команде остаётся одна победа до титула, то за победу над ними выигравшая команда получит дополнительно 100 000 $ к своим призовым за турнир. Изменения повлекли за собой сброс предыдущих результатов команд.

## Победители
| Сезон | Команда       | Год получения | Турниры |
| ----- | ------------- | ------------- | --- |
| I     | Astralis      | 2018          | 1. DreamHack Masters Marseille 2018 2. ESL Pro League Season 7 — Finals 3. IEM Chicago 2018 4. ESL Pro League Season 8 — Finals |
| II    | Team Liquid   | 2019          | 1. IEM Sydney 2. DreamHack Masters Dallas 2019 3. ESL Pro League Season 9 — Finals 4. ESL One: Cologne 2019                     |
| III   | Natus Vincere | 2021          | 1. IEM Katowice 2020 2. DreamHack Masters Spring 2021 3. IEM Cologne 2021 4. ESL Pro League S14                                 |
| IV    | FaZe Clan     | 2023          | 1. IEM Katowice 2022 2. ESL Pro League S15 3. IEM Cologne 2022 4. ESL Pro League S17                                            |
| V     | Team Vitality | 2025          | 1. IEM Cologne 2024 2. IEM Katowice 2025 3. ESL Pro League S21 4. IEM Melbourne 2025                                            |

Astralis получили титул победителя за 9 месяцев и 9 турниров. Team Liquid получили свои золотые слитки всего за 2 месяца и 4 выигранных турнира подряд. В 2020 году соревнование приостановили из-за пандемии коронавируса в связи с недостатком турниров высокого уровня, в зачёт гонки за золотом вошли только 2 турнира — IEM Katowice 2020 и IEM Global Challenge. Однако в сентябре 2021 года команда Natus Vincere, обыграв Team Vitality в финале ESL Pro League Season 14, получили заветные титул и золотые слитки.
В марте 2023 года FaZe Clan получили золотые слитки после победы над Cloud9 в финале ESL Pro League 17.
27 апреля 2025 года Team Vitality обыграли Team Falcons в финале IEM Melbourne 2025, тем самым выиграли 3 турнира подряд: IEM Katowice 2025, ESL Pro League S21 и IEM Melbourne 2025 и получили свои золотые слитки.